# 850
Portal Geschichte | Portal Biografien | Aktuelle Ereignisse | Jahreskalender | Tagesartikel

◄ |
8. Jahrhundert |
9. Jahrhundert
| 10. Jahrhundert | ►

◄ |
820er |
830er |
840er |
850er
| 860er | 870er | 880er | ►

◄◄ |
◄ |
846 |
847 |
848 |
849 |
850
| 851 | 852 | 853 | 854 | ► | ►►
Staatsoberhäupter  · Nekrolog
| Januar | Januar | Januar | Januar | Januar | Januar | Januar | Januar |
| Kw     | Mo     | Di     | Mi     | Do     | Fr     | Sa     | So     |
| 1      |        |        | 1      | 2      | 3      | 4      | 5      |
| 2      | 6      | 7      | 8      | 9      | 10     | 11     | 12     |
| 3      | 13     | 14     | 15     | 16     | 17     | 18     | 19     |
| 4      | 20     | 21     | 22     | 23     | 24     | 25     | 26     |
| 5      | 27     | 28     | 29     | 30     | 31     |        |        |
| ------ | ------ | ------ | ------ | ------ | ------ | ------ | ------ |

| Februar | Februar | Februar | Februar | Februar | Februar | Februar | Februar |
| Kw      | Mo      | Di      | Mi      | Do      | Fr      | Sa      | So      |
| 5       |         |         |         |         |         | 1       | 2       |
| 6       | 3       | 4       | 5       | 6       | 7       | 8       | 9       |
| 7       | 10      | 11      | 12      | 13      | 14      | 15      | 16      |
| 8       | 17      | 18      | 19      | 20      | 21      | 22      | 23      |
| 9       | 24      | 25      | 26      | 27      | 28      |         |         |
| ------- | ------- | ------- | ------- | ------- | ------- | ------- | ------- |

| März | März | März | März | März | März | März | März |
| Kw   | Mo   | Di   | Mi   | Do   | Fr   | Sa   | So   |
| 9    |      |      |      |      |      | 1    | 2    |
| 10   | 3    | 4    | 5    | 6    | 7    | 8    | 9    |
| 11   | 10   | 11   | 12   | 13   | 14   | 15   | 16   |
| 12   | 17   | 18   | 19   | 20   | 21   | 22   | 23   |
| 13   | 24   | 25   | 26   | 27   | 28   | 29   | 30   |
| 14   | 31   |      |      |      |      |      |      |
| ---- | ---- | ---- | ---- | ---- | ---- | ---- | ---- |

| April | April | April | April | April | April | April | April |
| Kw    | Mo    | Di    | Mi    | Do    | Fr    | Sa    | So    |
| 14    |       | 1     | 2     | 3     | 4     | 5     | 6     |
| 15    | 7     | 8     | 9     | 10    | 11    | 12    | 13    |
| 16    | 14    | 15    | 16    | 17    | 18    | 19    | 20    |
| 17    | 21    | 22    | 23    | 24    | 25    | 26    | 27    |
| 18    | 28    | 29    | 30    |       |       |       |       |
| ----- | ----- | ----- | ----- | ----- | ----- | ----- | ----- |

| Mai | Mai | Mai | Mai | Mai | Mai | Mai | Mai |
| Kw  | Mo  | Di  | Mi  | Do  | Fr  | Sa  | So  |
| 18  |     |     |     | 1   | 2   | 3   | 4   |
| 19  | 5   | 6   | 7   | 8   | 9   | 10  | 11  |
| 20  | 12  | 13  | 14  | 15  | 16  | 17  | 18  |
| 21  | 19  | 20  | 21  | 22  | 23  | 24  | 25  |
| 22  | 26  | 27  | 28  | 29  | 30  | 31  |     |
| --- | --- | --- | --- | --- | --- | --- | --- |

| Juni | Juni | Juni | Juni | Juni | Juni | Juni | Juni |
| Kw   | Mo   | Di   | Mi   | Do   | Fr   | Sa   | So   |
| 22   |      |      |      |      |      |      | 1    |
| 23   | 2    | 3    | 4    | 5    | 6    | 7    | 8    |
| 24   | 9    | 10   | 11   | 12   | 13   | 14   | 15   |
| 25   | 16   | 17   | 18   | 19   | 20   | 21   | 22   |
| 26   | 23   | 24   | 25   | 26   | 27   | 28   | 29   |
| 27   | 30   |      |      |      |      |      |      |
| ---- | ---- | ---- | ---- | ---- | ---- | ---- | ---- |

| Juli | Juli | Juli | Juli | Juli | Juli | Juli | Juli |
| Kw   | Mo   | Di   | Mi   | Do   | Fr   | Sa   | So   |
| 27   |      | 1    | 2    | 3    | 4    | 5    | 6    |
| 28   | 7    | 8    | 9    | 10   | 11   | 12   | 13   |
| 29   | 14   | 15   | 16   | 17   | 18   | 19   | 20   |
| 30   | 21   | 22   | 23   | 24   | 25   | 26   | 27   |
| 31   | 28   | 29   | 30   | 31   |      |      |      |
| ---- | ---- | ---- | ---- | ---- | ---- | ---- | ---- |

| August | August | August | August | August | August | August | August |
| Kw     | Mo     | Di     | Mi     | Do     | Fr     | Sa     | So     |
| 31     |        |        |        |        | 1      | 2      | 3      |
| 32     | 4      | 5      | 6      | 7      | 8      | 9      | 10     |
| 33     | 11     | 12     | 13     | 14     | 15     | 16     | 17     |
| 34     | 18     | 19     | 20     | 21     | 22     | 23     | 24     |
| 35     | 25     | 26     | 27     | 28     | 29     | 30     | 31     |
| ------ | ------ | ------ | ------ | ------ | ------ | ------ | ------ |

| September | September | September | September | September | September | September | September |
| Kw        | Mo        | Di        | Mi        | Do        | Fr        | Sa        | So        |
| 36        | 1         | 2         | 3         | 4         | 5         | 6         | 7         |
| 37        | 8         | 9         | 10        | 11        | 12        | 13        | 14        |
| 38        | 15        | 16        | 17        | 18        | 19        | 20        | 21        |
| 39        | 22        | 23        | 24        | 25        | 26        | 27        | 28        |
| 40        | 29        | 30        |           |           |           |           |           |
| --------- | --------- | --------- | --------- | --------- | --------- | --------- | --------- |

| Oktober | Oktober | Oktober | Oktober | Oktober | Oktober | Oktober | Oktober |
| Kw      | Mo      | Di      | Mi      | Do      | Fr      | Sa      | So      |
| 40      |         |         | 1       | 2       | 3       | 4       | 5       |
| 41      | 6       | 7       | 8       | 9       | 10      | 11      | 12      |
| 42      | 13      | 14      | 15      | 16      | 17      | 18      | 19      |
| 43      | 20      | 21      | 22      | 23      | 24      | 25      | 26      |
| 44      | 27      | 28      | 29      | 30      | 31      |         |         |
| ------- | ------- | ------- | ------- | ------- | ------- | ------- | ------- |

| November | November | November | November | November | November | November | November |
| Kw       | Mo       | Di       | Mi       | Do       | Fr       | Sa       | So       |
| 44       |          |          |          |          |          | 1        | 2        |
| 45       | 3        | 4        | 5        | 6        | 7        | 8        | 9        |
| 46       | 10       | 11       | 12       | 13       | 14       | 15       | 16       |
| 47       | 17       | 18       | 19       | 20       | 21       | 22       | 23       |
| 48       | 24       | 25       | 26       | 27       | 28       | 29       | 30       |
| -------- | -------- | -------- | -------- | -------- | -------- | -------- | -------- |

| Dezember | Dezember | Dezember | Dezember | Dezember | Dezember | Dezember | Dezember |
| Kw       | Mo       | Di       | Mi       | Do       | Fr       | Sa       | So       |
| 49       | 1        | 2        | 3        | 4        | 5        | 6        | 7        |
| 50       | 8        | 9        | 10       | 11       | 12       | 13       | 14       |
| 51       | 15       | 16       | 17       | 18       | 19       | 20       | 21       |
| 52       | 22       | 23       | 24       | 25       | 26       | 27       | 28       |
| 1        | 29       | 30       | 31       |          |          |          |          |
| -------- | -------- | -------- | -------- | -------- | -------- | -------- | -------- |

| Januar | Januar | Januar | Januar | Januar | Januar | Januar | Januar |
| Kw     | Mo     | Di     | Mi     | Do     | Fr     | Sa     | So     |
| 1      |        |        | 1      | 2      | 3      | 4      | 5      |
| 2      | 6      | 7      | 8      | 9      | 10     | 11     | 12     |
| 3      | 13     | 14     | 15     | 16     | 17     | 18     | 19     |
| 4      | 20     | 21     | 22     | 23     | 24     | 25     | 26     |
| 5      | 27     | 28     | 29     | 30     | 31     |        |        |
| ------ | ------ | ------ | ------ | ------ | ------ | ------ | ------ |

| Februar | Februar | Februar | Februar | Februar | Februar | Februar | Februar |
| Kw      | Mo      | Di      | Mi      | Do      | Fr      | Sa      | So      |
| 5       |         |         |         |         |         | 1       | 2       |
| 6       | 3       | 4       | 5       | 6       | 7       | 8       | 9       |
| 7       | 10      | 11      | 12      | 13      | 14      | 15      | 16      |
| 8       | 17      | 18      | 19      | 20      | 21      | 22      | 23      |
| 9       | 24      | 25      | 26      | 27      | 28      |         |         |
| ------- | ------- | ------- | ------- | ------- | ------- | ------- | ------- |

| März | März | März | März | März | März | März | März |
| Kw   | Mo   | Di   | Mi   | Do   | Fr   | Sa   | So   |
| 9    |      |      |      |      |      | 1    | 2    |
| 10   | 3    | 4    | 5    | 6    | 7    | 8    | 9    |
| 11   | 10   | 11   | 12   | 13   | 14   | 15   | 16   |
| 12   | 17   | 18   | 19   | 20   | 21   | 22   | 23   |
| 13   | 24   | 25   | 26   | 27   | 28   | 29   | 30   |
| 14   | 31   |      |      |      |      |      |      |
| ---- | ---- | ---- | ---- | ---- | ---- | ---- | ---- |

| April | April | April | April | April | April | April | April |
| Kw    | Mo    | Di    | Mi    | Do    | Fr    | Sa    | So    |
| 14    |       | 1     | 2     | 3     | 4     | 5     | 6     |
| 15    | 7     | 8     | 9     | 10    | 11    | 12    | 13    |
| 16    | 14    | 15    | 16    | 17    | 18    | 19    | 20    |
| 17    | 21    | 22    | 23    | 24    | 25    | 26    | 27    |
| 18    | 28    | 29    | 30    |       |       |       |       |
| ----- | ----- | ----- | ----- | ----- | ----- | ----- | ----- |

| Mai | Mai | Mai | Mai | Mai | Mai | Mai | Mai |
| Kw  | Mo  | Di  | Mi  | Do  | Fr  | Sa  | So  |
| 18  |     |     |     | 1   | 2   | 3   | 4   |
| 19  | 5   | 6   | 7   | 8   | 9   | 10  | 11  |
| 20  | 12  | 13  | 14  | 15  | 16  | 17  | 18  |
| 21  | 19  | 20  | 21  | 22  | 23  | 24  | 25  |
| 22  | 26  | 27  | 28  | 29  | 30  | 31  |     |
| --- | --- | --- | --- | --- | --- | --- | --- |

| Juni | Juni | Juni | Juni | Juni | Juni | Juni | Juni |
| Kw   | Mo   | Di   | Mi   | Do   | Fr   | Sa   | So   |
| 22   |      |      |      |      |      |      | 1    |
| 23   | 2    | 3    | 4    | 5    | 6    | 7    | 8    |
| 24   | 9    | 10   | 11   | 12   | 13   | 14   | 15   |
| 25   | 16   | 17   | 18   | 19   | 20   | 21   | 22   |
| 26   | 23   | 24   | 25   | 26   | 27   | 28   | 29   |
| 27   | 30   |      |      |      |      |      |      |
| ---- | ---- | ---- | ---- | ---- | ---- | ---- | ---- |

| Juli | Juli | Juli | Juli | Juli | Juli | Juli | Juli |
| Kw   | Mo   | Di   | Mi   | Do   | Fr   | Sa   | So   |
| 27   |      | 1    | 2    | 3    | 4    | 5    | 6    |
| 28   | 7    | 8    | 9    | 10   | 11   | 12   | 13   |
| 29   | 14   | 15   | 16   | 17   | 18   | 19   | 20   |
| 30   | 21   | 22   | 23   | 24   | 25   | 26   | 27   |
| 31   | 28   | 29   | 30   | 31   |      |      |      |
| ---- | ---- | ---- | ---- | ---- | ---- | ---- | ---- |

| August | August | August | August | August | August | August | August |
| Kw     | Mo     | Di     | Mi     | Do     | Fr     | Sa     | So     |
| 31     |        |        |        |        | 1      | 2      | 3      |
| 32     | 4      | 5      | 6      | 7      | 8      | 9      | 10     |
| 33     | 11     | 12     | 13     | 14     | 15     | 16     | 17     |
| 34     | 18     | 19     | 20     | 21     | 22     | 23     | 24     |
| 35     | 25     | 26     | 27     | 28     | 29     | 30     | 31     |
| ------ | ------ | ------ | ------ | ------ | ------ | ------ | ------ |

| September | September | September | September | September | September | September | September |
| Kw        | Mo        | Di        | Mi        | Do        | Fr        | Sa        | So        |
| 36        | 1         | 2         | 3         | 4         | 5         | 6         | 7         |
| 37        | 8         | 9         | 10        | 11        | 12        | 13        | 14        |
| 38        | 15        | 16        | 17        | 18        | 19        | 20        | 21        |
| 39        | 22        | 23        | 24        | 25        | 26        | 27        | 28        |
| 40        | 29        | 30        |           |           |           |           |           |
| --------- | --------- | --------- | --------- | --------- | --------- | --------- | --------- |

| Oktober | Oktober | Oktober | Oktober | Oktober | Oktober | Oktober | Oktober |
| Kw      | Mo      | Di      | Mi      | Do      | Fr      | Sa      | So      |
| 40      |         |         | 1       | 2       | 3       | 4       | 5       |
| 41      | 6       | 7       | 8       | 9       | 10      | 11      | 12      |
| 42      | 13      | 14      | 15      | 16      | 17      | 18      | 19      |
| 43      | 20      | 21      | 22      | 23      | 24      | 25      | 26      |
| 44      | 27      | 28      | 29      | 30      | 31      |         |         |
| ------- | ------- | ------- | ------- | ------- | ------- | ------- | ------- |

| November | November | November | November | November | November | November | November |
| Kw       | Mo       | Di       | Mi       | Do       | Fr       | Sa       | So       |
| 44       |          |          |          |          |          | 1        | 2        |
| 45       | 3        | 4        | 5        | 6        | 7        | 8        | 9        |
| 46       | 10       | 11       | 12       | 13       | 14       | 15       | 16       |
| 47       | 17       | 18       | 19       | 20       | 21       | 22       | 23       |
| 48       | 24       | 25       | 26       | 27       | 28       | 29       | 30       |
| -------- | -------- | -------- | -------- | -------- | -------- | -------- | -------- |

| Dezember | Dezember | Dezember | Dezember | Dezember | Dezember | Dezember | Dezember |
| Kw       | Mo       | Di       | Mi       | Do       | Fr       | Sa       | So       |
| 49       | 1        | 2        | 3        | 4        | 5        | 6        | 7        |
| 50       | 8        | 9        | 10       | 11       | 12       | 13       | 14       |
| 51       | 15       | 16       | 17       | 18       | 19       | 20       | 21       |
| 52       | 22       | 23       | 24       | 25       | 26       | 27       | 28       |
| 1        | 29       | 30       | 31       |          |          |          |          |
| -------- | -------- | -------- | -------- | -------- | -------- | -------- | -------- |

## Ereignisse

### Politik und Weltgeschehen

#### Mitteleuropa

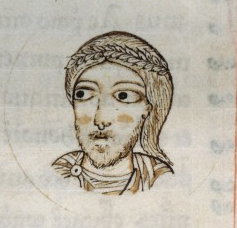
Ludwig II., König der Langobarden und römischer Kaiser

- Rom, Ostern: Ludwig II., König der Langobarden, Sohn Kaiser Lothar I., wird auf dessen Wunsch von Papst Leo IV. zum (Mit-)Kaiser gekrönt. Dies ist auch eine Bestätigung des Rechts der Kaiserkrönung durch den Papst.
- Westfrankenreich, 27. Mai: Gründung der Abtei von Villeloin durch eine Urkunde Karls des Kahlen. Die beiden Brüder Mainard und Mainerius waren die Gründer von Villeloin, Abt Audacher, leitete den Bau. Sie wurde der Abtei von Cormery unterstellt.
- Westfrankenreich, Juni: Karl der Kahle empfängt in Verberie  Botschafter von zwei Vasconen Herzögen, die um Frieden bitten.
- Bretagne, Sommer: König Karl der Kahle rückt mit einer Armee in die Bretagne vor und bezieht Stellung in den Grafschaften Nantes und Rennes, Städte, die er mit Garnisonen ausstattet. Nach seinem Abzug erobert der bretonische Herzog Nominoë, dem sich Lambert II. von Nantes angeschlossen hat, die beiden Städte zurück und zerstört ihre Mauern. Anschließend belagert er Le Mans, das sich von Graf Gauzbert verlassen ergibt.
- Friesland: Wikinger aus Dänemark, angeführt von Rorik und seinem Neffen Godfred Haraldson, erobern Utrecht und Dorestad endgültig. Kaiser Lothar I. ist gezwungen, ihn als Dux eines Teils von Friesland anzuerkennen.
- Flandern: Godfred Haraldson plündert  Flandern und im Artois. Er kehrt mit einer großen Beute nach Dänemark zurück, um dort den Winter zu verbringen.
- Pavia, Herbst: Italienische Reichssynode unter Vorsitz des Erzbischofs Angilbert II. von Mailand, des Patriarchen Theodemer von Aquileia und des Bischofs Joseph von Ivrea. Es wurden 17 Kanones  zur Lebensführung von Geistlichen, zur Wahrung kirchlichen Besitzes und zum Zusammenwirken von geistlicher und weltlicher Obrigkeit an den Kaiser übersandt.[1]
- Italien, 2. Dezember:  Ludwig II. beginnt seine persönliche Herrschaft in Italien.  Er umgibt sich mit Beratern wie Joseph, Bischof von Ivrea als Erzkapellan, Angilbert II. Erzbischof von Mailand, Notting, Bischof von Brescia und Eberhard Markgraf von Friaul.

#### Südeuropa

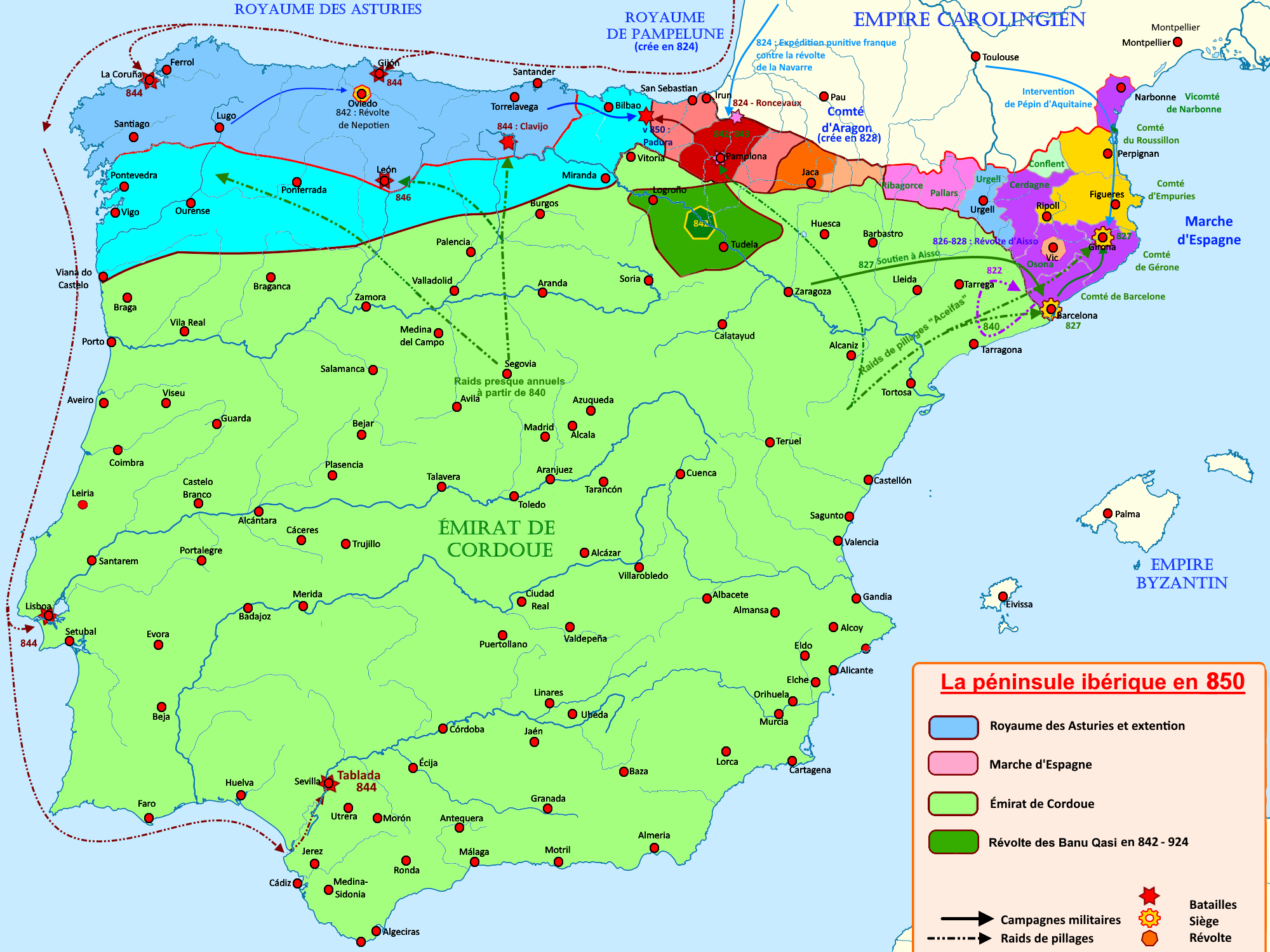
Iberische Halbinsel um 850

- Asturien, 1. Februar: König Ramiro I. stirbt nach 8-jähriger Regierungszeit in seinem Palast in Santa Maria del Naranco bei Oviedo. Sein Sohn Ordoño I. folgt ihm als König ohne vorhergehende Wahl nach.
- Barcelona, Juni: Wilhelm von Septimanien, Graf von Barcelona wird wegen seines Aufstandes gegen König Karl II. den Kahlen durch Aleran von Troyes hingerichtet, der im als Graf nachfolgt.
- Cordoba, 18. Juni: Perfectus, ein christlicher Priester im muslimischen Córdoba, wird hingerichtet (enthauptet), nachdem er sich geweigert hat, seine kritischen Äußerungen über Mohammed zurückzunehmen.
- Arabische Truppen der Aghlabiden erobern Korsika.
- Beginn der Repeuplierung der Region Kastilien

#### Nordeuropa und Britische Inseln

Fahrten der ersten Wikinger um Island

- Südengland, Wikingerzeit: Eine beträchtliche dänische Flotte fährt in die Themsemündung ein. Nachdem sie Canterbury und London geplündert haben, schlagen sie ihr Winterquartier auf der Insel Thanet auf. Die Wikinger überwintern das erste Mal bei einem Raubzug in Südengland.
- Wales, um 850: Die Säule von Eliseg wird von Fürst Cyngen ap Cadell von Powys als Denkmal für seinen Urgroßvater Elisedd ap Gwylog, in der Nähe der Abtei Valle Crucis, Denbighshire errichtet.
- Northumbria, 850: Kenneth I. Mac Alpin der das Königreich Dal Riada und das Königreich der Pikten vereinigt hat, fällt in Northumbria ein und brennt Dunbar und Melrose nieder.
- Irland, 850: Ankunft einer großen dänischen Wikingerflotte, die mit den norwegischen Wikingern um die Kontrolle über die Küste Irlands konkurriert; die Dänen, die sich manchmal mit den irischen Häuptlingen verbündeten, waren zunächst siegreich, bevor 853 der Norweger Olaf der Weiße eintraf.
- Hebriden, um 850: Norwegische Wikinger unter Kjetil Flachnase siedeln auf den Äußeren Hebriden.
- Um 850 entdeckt der Norweger/Färinger Naddoddur durch Zufall ein Land, das er „Schneeland“ tauft. Heute heißt es Island (Eisland).

#### Indien
- um 850: Thanjavur wird Hauptstadt des Chola-Reiches.

#### Stadtgründungen und urkundliche Ersterwähnungen
- Die Stadt Burgos wird gegründet.
- Erste urkundliche Erwähnung von Eubigheim, Oberissigheim, Lumbrein, Niederissigheim und Neunkirch
- um 850: Windecken wird als Tezelenheim erstmals urkundlich erwähnt.

### Religion
- Gunthar wird Erzbischof von Köln.

### Katastrophen
- Hungersnot im Ostfrankenreich

## Geboren

### Geburtsdatum gesichert
- 10. Mai: Seiwa, Kaiser von Japan († 881)
- 27. Juni: Abū Ishāq Ibrāhīm II., Emir der Aghlabiden in Ifrīqiya († 902)

### Genaues Geburtsdatum unbekannt
- Du Guangting, chinesischer Daoist und Hofgelehrter († 933)

### Geboren um 850
- 840/850: Isaak ben Salomon Israeli, ägyptischer Arzt und jüdischer Philosoph (gest. um 932)
- Arnulf von Kärnten, ostfränkischer König und fränkischer Kaiser († 899)
- Berengar I., König von Italien († 924)
- Berno von Baume, fränkischer Benediktiner, erster Abt von Cluny († 927)
- Hatto I., Abt des Klosters Reichenau und anderer Reichsklöster, Erzbischof von Mainz und Erzkanzler des Ostfränkischen Reiches († 913)
- Ki no Tomonori, japanischer Poet († 904)

## Gestorben

### Todesdatum gesichert
- 1. Februar: Ramiro I., König von Asturien (* um 790)
- 21. März: Nimmyō, japanischer Kaiser (* 810)
- 18. April: Perfectus, Märtyrer von Córdoba

### Genaues Todesdatum unbekannt
- David, Bischof von Lausanne
- Huangbo Xiyun, chinesischer Chan-Meister
- Li Deyu, chinesischer Politiker (* 787)
- Wilhelm von Septimanien, Graf von Barcelona und Empúries (* 826)

### Gestorben um 850
- Amalarius von Metz, Erzbischof von Trier (* um 775)